# 指宿南九州消防組合
指宿南九州消防組合（いぶすきみなみきゅうしゅうしょうぼうくみあい）は、鹿児島県指宿市及び南九州市によって組織される一部事務組合（消防組合）である。

## 概要
- 消防本部：鹿児島県指宿市十町429番地
- 管内面積：506.86km2
- 消防署2カ所、分遣所3カ所

## 沿革
- 2013年4月1日　指宿地区消防組合及び南薩地区消防組合の解散に伴って、指宿市及び南九州市の2市により指宿南九州消防組合が発足する。指宿消防署、山川・開聞分遣所、頴娃分遣所を指宿地区消防組合から、知覧分遣所及び川辺分遣所を南薩地区消防組合から引き継ぐ。

## 組織
- 消防本部－総務課、警防課、予防課
- 消防署

## 消防署
| 消防署       | 住所                      | 分遣所                                                            |
| ------------ | ------------------------- | ----------------------------------------------------------------- |
| 指宿消防署   | 指宿市十町429番地         | 山川・開聞：指宿市山川大山841番地3                                |
| 南九州消防署 | 南九州市知覧町郡17363番地 | 頴娃：南九州市頴娃町牧之内2808番地 川辺：南九州市川辺町平山6934-1 |